# Félix Mesguich
Félix Mesguich és un cineasta francès pioner, nascut el 16 de setembre de 1871 a Souk Ahras, Algèria i mort el 25 d'abril de 1949 a París. Va ser un dels primers reporters cinematogràfics (amb Alexandre Promio, Francis Doublier i Marius Chapuis) i el cap operadpr del primer anunci l'octubre de 1898 per a la marca Ripolin.

## Carrera
Mesguich és enviat pels Lumière als quatre racons del món (Estats Units, Rússia...). És expulsat de Rússia per insults després de filmar Carolina Otero (la bella Otero) ballant amb un oficial rus.
L'octubre de 1898 va fer la primera pel·lícula publicitària del món com a operador de l'Agence Nouvelle de Publicité (París): aquest curtmetratge còmic mostra tres pintors competint davant d'un cartell de paret amb les paraules Ripolin pintura lacada.
El 1902, va ser contractat per Charles Urban. Va viatjar per Europa, Turquia, Caucas, Rússia, Mongòlia...
Va ser a Sant Petersburg l'any 1905 quan va començar la Revolució, a Rambouillet per les partides de caça d'Alfons XIII d'Espanya i 'Émile Loubet, a la festa dels viticultors de Vevey, a la competició multiesportiva organitzada a Atenes el 1906 entre dos  Jocs Olímpics Intercalats, a l'avió de Wilbur Wright a Pau el 1908 (primera pel·lícula en un avió), després el 1909 va fer la volta al món.

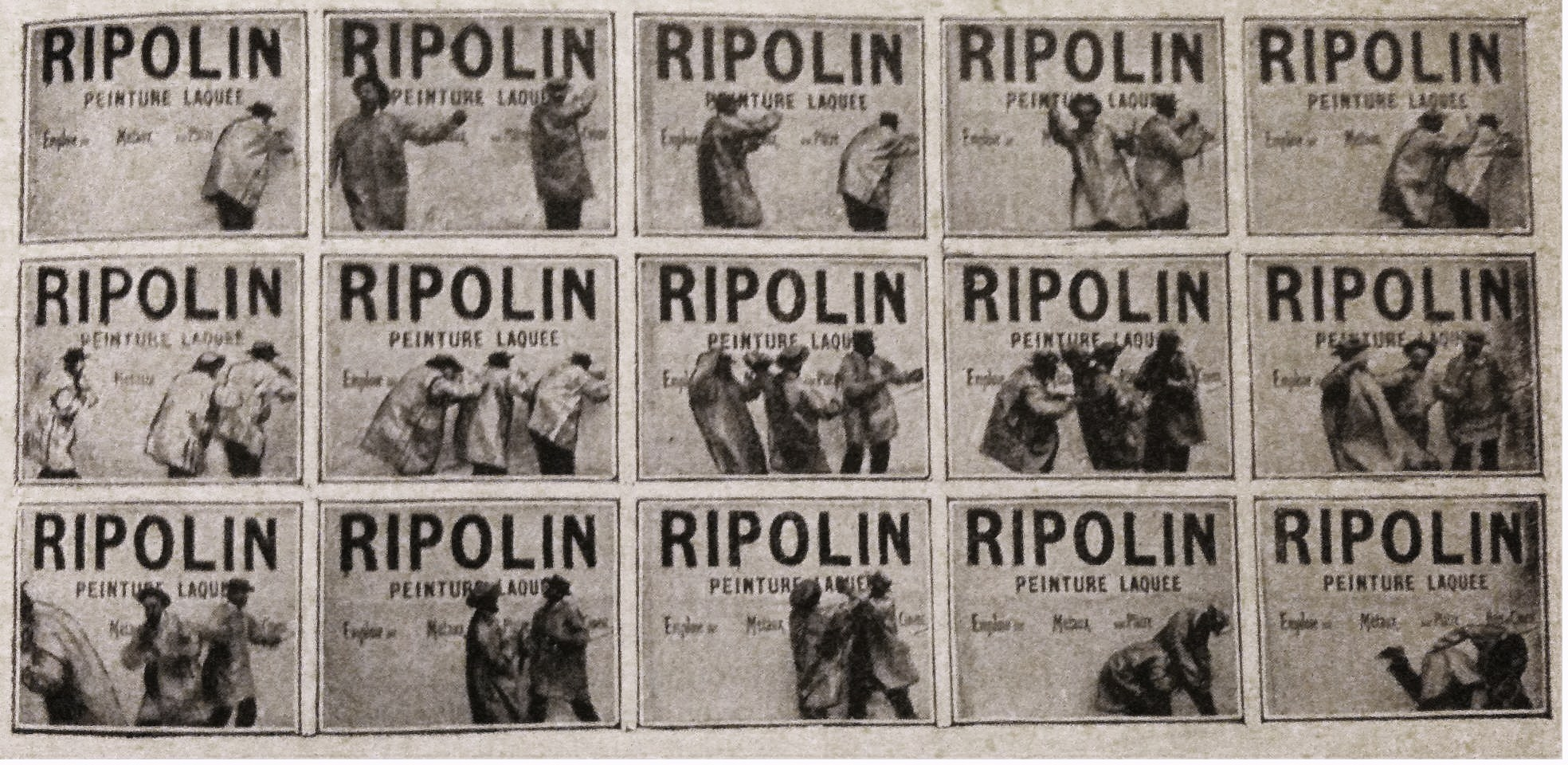
«Les Trois Ripolin» : fotogrames de la primera pel·lícula publicitària realitzada l'octubre de 1898 a París per Félix Mesguich per encàrrec de l'Agence nouvelle de publicité (Font: Lectures pour tous, 1899, Gallica/BnF).